# Хахін Микола Олександрович
Ха́хін Мико́ла Олекса́ндрович (* 27 квітня 1939, Гаврилівка — сучасна Нижньогородська область) — український художник, член НСХУ з 1977 року.

## З життєпису
1966 року закінчив Харківський художньо-промисловий інститут. Педагогом був Б. Косарєв.
З 1972 року — член Спілки художників УРСР.
Його праці — в царині мистецтва монументально-декоративного.
Серед основних творів:
- 1969 — «Україна»,
- 1972 — «Великі вчені»,
- 1977 — «СРСР — країна всеосвіти»,
- 1991 — «Співаюча Україна».

Станом на жовтень 2011 року входив до складу Кременчуцької організації Спілки художників України.